# Omphalophana galenoides
Omphalophana galenoides är en fjärilsart som beskrevs av Köhler 1952. Omphalophana galenoides ingår i släktet Omphalophana och familjen nattflyn. Inga underarter finns listade i Catalogue of Life.